# نادي الابتسام
نادي الابتسام هو نادي رياضي سعودي تأسس عام 1968م وهو مسجل من قبل الهيئة العامة للرياضة، ويقع في بلدة أم الحمام بمحافظة القطيف، المنطقة الشرقية، المملكة العربية السعودية. وللنادي منشأة تبلغ مساحتها 19،000م2. يضم النادي عدة العاب مختلفة بالإضافة إلى كرة القدم وكرة اليد، وهي  كرة السلة، وكرة الطائرة، والعاب القوى، وكمال الأجسام، والتنس الأرضي، وتنس الطاولة و السباحة.